# Galleria Alberto Sordi
La Galleria Alberto Sordi (anciennement Galleria Colonna) est une galerie marchande située Piazza Colonna à Rome.

## Historique
L'histoire de la galerie remonte en 1872 et est liée au projet d'agrandissement de la piazza Colonna lors de l'installation de la Camera dei Deputati dans le proche palazzo di Montecitorio. Son projet définitif est approuvé seulement en 1911, et après un long chantier de travaux, elle est inaugurée en 1922 comme Galleria Colonna.

Fermée et laissée à l'abandon dans les années 1980 et 1990, les opérations de restructuration sont confiées, en août 1999, à la société Lamaro Appalti : ses travaux sous le contrôle de la Soprintendenza per i Beni Architettonici di Roma permettent de restituer la décoration d'origine de la galerie - selon des documents conservés auprès des archives capitolines (it) - à la mosaïque du sol, à la verrière et à toutes les décorations et stucs des parois internes ainsi qu'aux luminaires.
La galleria Alberto Sordi est inaugurée en 2003 et porte désormais le nom du célèbre acteur romain décédé la même année. Aujourd'hui, ouverte tous les jours de 10 à 22 heures sans interruption, la galerie abrite de nombreuses boutiques de mode, caffè, et la célèbre librairie Feltrinelli.

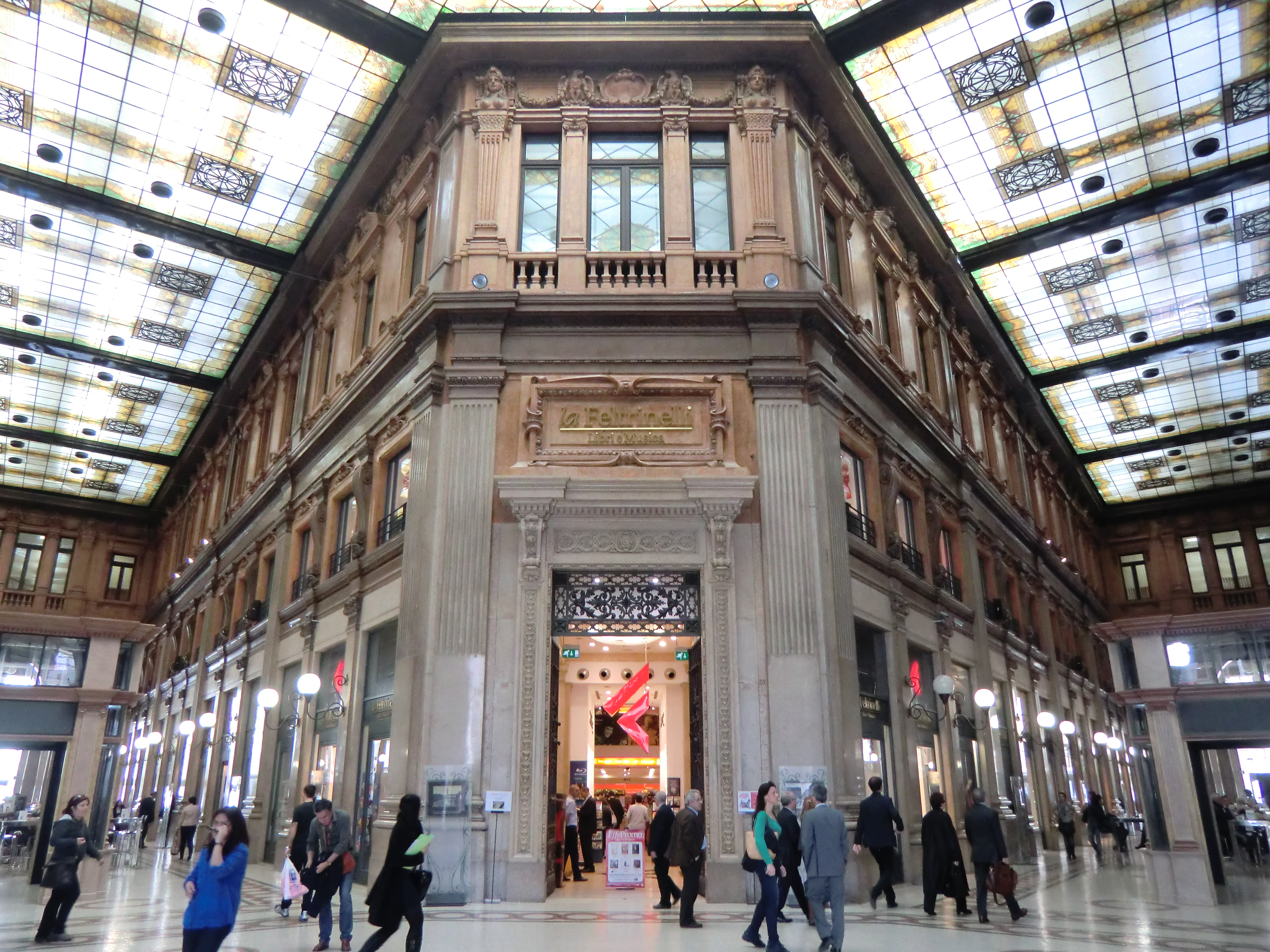
La galleria Alberto Sordi, au centre la librairie Feltrinelli.
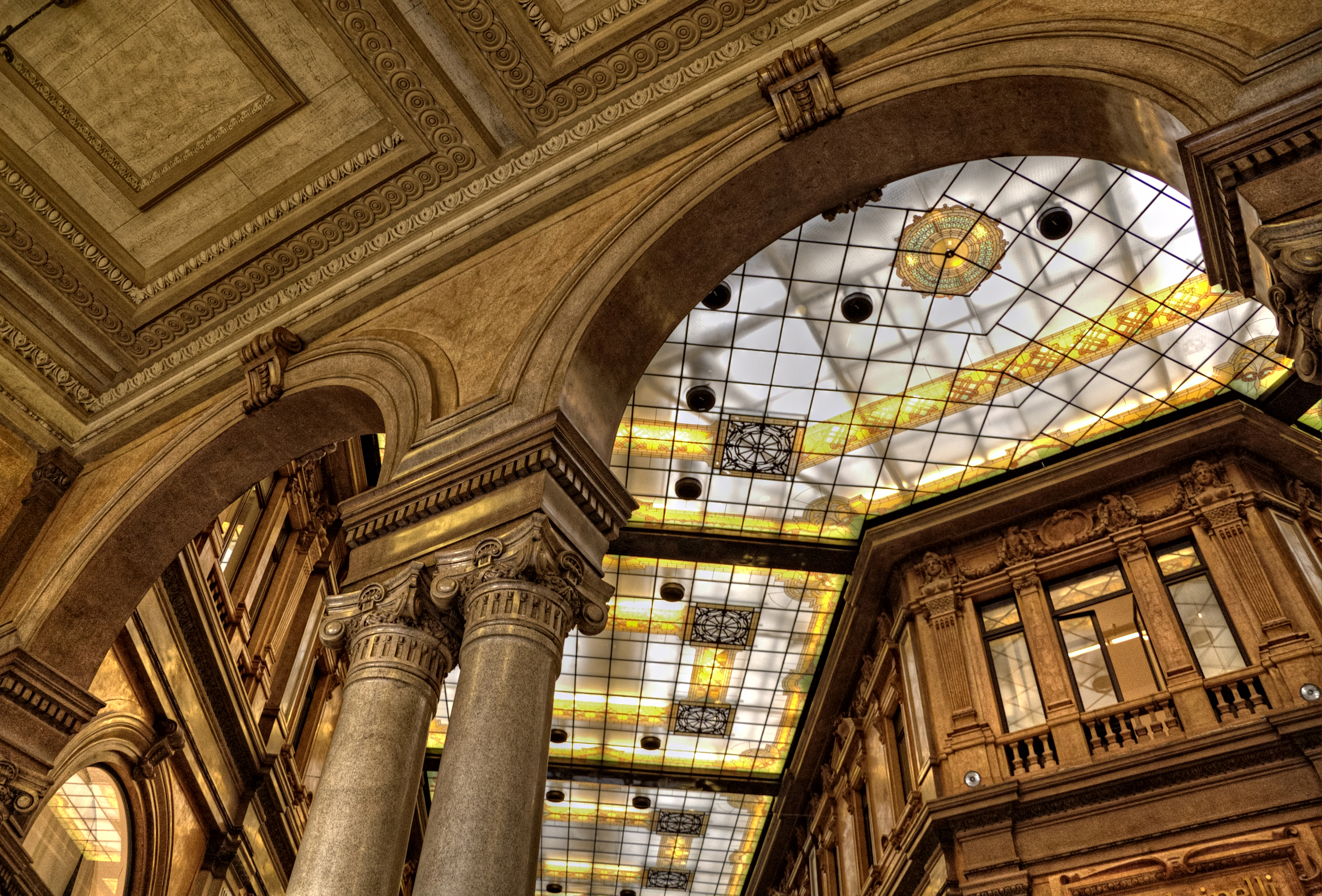
Galleria Alberto Sordi (Rome)
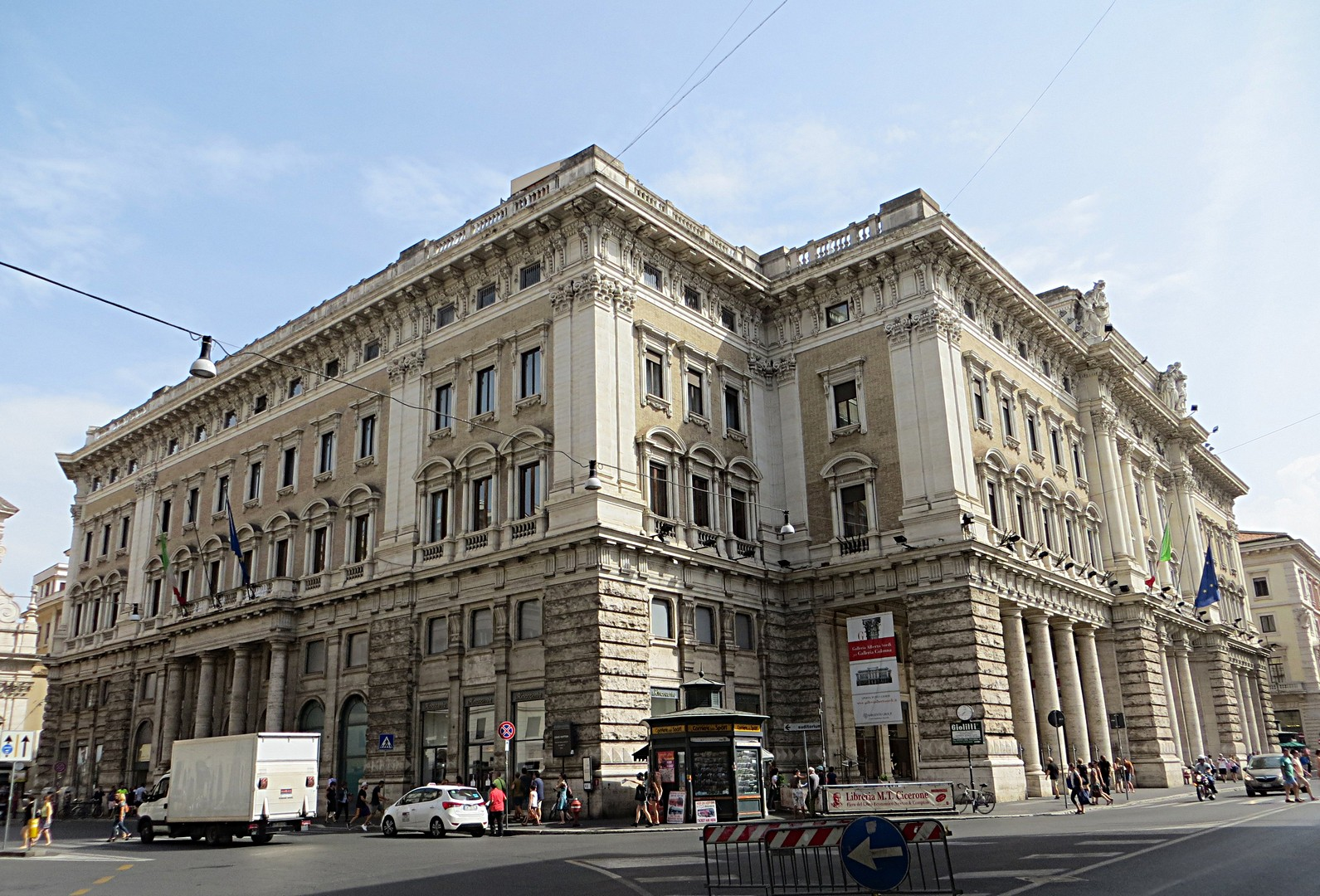
Le bâtiment, vue de la via del Corso